# Turó de Boixó
El Turó de Boixó és una muntanya de 1.271 metres que es troba al municipi de la Vansa i Fórnols, a la comarca de l'Alt Urgell.